# Miasta Malawi
Według danych oficjalnych pochodzących z 2008 roku Malawi posiadał ponad 30 miast o ludności przekraczającej 5 tys. mieszkańców. Stolica kraju Lilongwe oraz miasto Blantyre liczyli ponad pół miliona mieszkańców; 1 miasto z ludnością 100÷500 tys.; 1 miasto z ludnością 50÷100 tys.; 4 miasta z ludnością 25÷50 tys. oraz reszta miast poniżej 25 tys. mieszkańców.

## Największe miasta w Malawi
Największe miasta w Malawi według liczebności mieszkańców (stan na 01.07.2011):
| L.p. | Miasto   | Region     | Liczba ludności |
| ---- | -------- | ---------- | --------------- |
| 1.   | Lilongwe | Centralny  | 817 300         |
| 2.   | Blantyre | Południowy | 751 600         |
| 3.   | Mzuzu    | Północny   | 168 900         |
| 4.   | Zomba    | Południowy | 107 900         |
| 5.   | Karonga  | Północny   | 46 999          |

## Alfabetyczna lista miast w Malawi
- Balaka
- Bangula
- Blantyre
- Bwanje
- Champhira
- Chikwawa
- Chileka
- Chilumba
- Chintheche
- Chipoka
- Chiponde
- Chiradzulu
- Chitipa
- Dedza
- Domasi
- Dowa
- Edingeni
- Ekwendeni
- Embangweni
- Jenda
- Karonga
- Kasungu
- Likoma
- Lilangwe
- Lilongwe
- Limbe
- Linthipe
- Livingstonia
- Liwonde
- Lobi
- Luchenza
- Lunzu
- Machinga
- Madisi
- Malaomo
- Malosa
- Mangochi
- Mayani
- Mchinji
- Mitundu
- Monkey Bay
- Mponela
- Mua
- Mulanje
- Mwanza
- Mzimba
- Mzuzu
- Namadzi
- Namitete
- Namwera
- Nathenje
- Nchalo
- Ngabu
- Njata
- Nkhata Bay
- Nkhoma
- Nkhotakota
- Nponela
- Nsanje
- Ntcheu
- Ntchisi
- Phalombe
- Rumphi
- Salima
- Thete
- Thyolo
- Tsangano
- Zalewa
- Zomba